# Спрингфилд модел 1795
Спрингфилд модел 1795 (енгл. Springfield Model 1795) је први модел мускете направљене у Сједињеним Америчким Државама.

## Историја
Производња ове мускете почела је 1795. године у првом државном арсеналу тек формираних Сједињених Америчких Држава у Спрингфилду, у држави Масачусетс. Била је то мускета кремењача глатке цеви прављена по француском узору. Такве мускете кремењаче прављене су до 1842, када су их замениле пушке каписларе. Током прве године производње 40 радника је направило 225 комада, док је за време рата 1812. направљено 70.000 мускета. Направила ју је компанија “Charleville musket”. Ову мускету су користили чланови експедиције Луиса и Кларка. Ефективан домет јој је од 45 до 70 метара.